# Слепень Голова
Слепе́нь Го́лова (лат. Tabanus golovi) — среднеазиатский вид слепней рода Tabanus, названный в честь эпидемиолога Д. А. Го́лова.

## Внешнее строение
Сравнительно небольшие слепни от 14 до 18 мм. Глаза без волосков и полосок. У самцов нижние фасетки в 5—6 раз меньше верхних. Усики узкие, основная окраска чёрная, лишь второй и основание третьего членика коричневые. Нижняя лобная мозоль квадратная. Затылочная полоска узкая. Второй членик щупиков утолщённый, светлый. Крылья прозрачные. Жужжальца со светлой головкой. Бёдра и лапки чёрные, голени кроме вершины жёлтые. Нотоплевры — жёлто-коричневые. Брюшко чёрно-серое или светло-коричневое (у Tabanus golovi mediasiaticus) с тремя рядами серых пятен. Пятна среднего ряда треугольные, по бокам — овальные. Задний край тергитов брюшка окаймлён. Тело личинок жёлтовато-белое, заострённое. Длина тела у Tabanus golovi golovi до 40 мм, масса до 320 мг, у Tabanus golovi mediasiaticus — до 32 мм и масса до 220 мг. Нижняя сторона последнего сегмента брюшка с узким хетоидным полем в отличие от близкого вида Tabanus cordiger.

## Биология
Личинки — хищники и детритофаги, обитают на дне рек, дренажных каналов, арыков и рисовых полей. Куколки появляются с середины апреля. Жизненный цикл длится два года. Самки — активные кровососы, нападают на лошадей и крупный рогатый скот. Самцы встречены на стволах деревьев и телеграфных столбах. Летают с конца мая до начала сентября. Суточный лёт с 10 утра до 7 часов вечера, максимальной численности достигает в первой половине дня. Относительное обилие значительно варьирует по годам и в течение одного года. Численность низкая в полупустынной зоне. В предгорных районах становится обычным видом. Максимальное обилие отмечено в Таласской долине Кыргызстана в конце июля — 24 % от всех видов слепней. В горы поднимается до высоты 2000 метров. Естественными регуляторами численности имаго Tabanus golovi являются песочные осы Bembix gracilis, Bembix bicolor.

## Систематика
Вид был описан Николаем Григорьевичем Олсуфьевым в 1936 году. В некоторых источниках указывается неправильная дата 1937 год. Наиболее близок к Tabanus cordiger. В составе вида выделено два подвида, отличающихся размерами, окраской тела и деталями строения полового аппарата самок, но деление на подвиды признаётся не всеми специалистами:
- Tabanus golovi golovi Olsufjev, 1936 — Слепень Голова номинативный[1].
- Tabanus golovi mediasiaticus Olsufjev, 1970 — Слепень Голова среднеазиатский[1].

## Распространение
Ареал вида охватывает Афганистан (Файзабад), Кыргызстан (Чуйская, Таласская, Читкальская и Ферганская долины), Туркменистан (Чарджевский этрап), Таджикистан (Гиссарский, Каратегинский, Дарвазский хребты, район Хамадони), Узбекистан (Сухандорьинская, Ташкентская, Андижанская области, Кара-Калпакия) и юг Казахстана (Заилийский и Джунгарский Алатау, Кызылординская область), западный Китай (Кульджа).